# Jonathan de Amo
Jonathan de Amo Pérez (Barcelona, 13 de enero de 1990) es un futbolista español que juega en la demarcación de defensa para el Górnik Łęczna de la I Liga de Polonia.

## Biografía
Tras jugar una temporada en la U. E. Cornellà, después de haberse formado en el club, la U. E. Sant Andreu se hizo con sus servicios por un año, jugando cinco partidos con el equipo. En 2010 fue el Racing de Santander "B" quien le fichó, y tras una temporada cedido en el Ontinyent C. F., volvió al equipo de Santander, jugando hasta 27 partidos. En 2012, y tras abandonar el club, fue fichado por el R. C. D. Espanyol, mandando a Jonathan a jugar en el filial por un año, y siendo convocado para algunos partidos del primer equipo. Finalmente en 2013 fue traspasado al Widzew Łódź, club de la Ekstraklasa. El 15 de julio de 2014 el Real Club Celta de Vigo anunció su fichaje para las dos próximas temporadas, con opción a una tercera, por el Real Club Celta de Vigo "B". En la temporada 2016-17 volvió al fútbol polaco para militar en el Miedź Legnica. En septiembre de 2018 firmó por el Stal Mielec tras rescindir contrato con el Miedź Legnica días atrás. Para la temporada 2019-20 se unió al Termalica Bruk-Bet Nieciecza, donde jugó durante una temporada y media antes de regresar al Stal Mielec. Esta segunda etapa en el club duró algo más de un año, marchándose el 18 de febrero de 2022 al Górnik Łęczna de la Ekstraklasa.

## Clubes
Actualizado el 17 de mayo de 2025.
| Club                         | País    | Año       | Partidos | Goles |
| ---------------------------- | ------- | --------- | -------- | ----- |
| U. E. Cornellà               | España  | 2008-2009 | ¿?       | ¿?    |
| U. E. Sant Andreu            | España  | 2009-2010 | 3        | 0     |
| Racing de Santander "B"      | España  | 2010-2011 | 24       | 0     |
| Ontinyent C. F. (cedido)     | España  | 2011      | 5        | 0     |
| Racing de Santander "B"      | España  | 2011-2012 | 3        | 0     |
| R. C. D. Espanyol "B"        | España  | 2012-2013 | 30       | 1     |
| R. C. D. Espanyol            | España  | 2013      | 0        | 0     |
| Widzew Łódź                  | Polonia | 2013-2014 | 15       | 0     |
| R. C. Celta de Vigo "B"      | España  | 2014-2016 | 61       | 2     |
| Miedź Legnica                | Polonia | 2016-2018 | 45       | 2     |
| Stal Mielec                  | Polonia | 2018-2019 | 25       | 3     |
| Termalica Bruk-Bet Nieciecza | Polonia | 2019-2021 | 42       | 1     |
| Stal Mielec                  | Polonia | 2021-2022 | 28       | 3     |
| Górnik Łęczna                | Polonia | 2022-     | 67       | 3     |

## Palmarés

### Campeonatos nacionales
| Título                       | Club              | País   | Año  |
| ---------------------------- | ----------------- | ------ | ---- |
| Segunda División B de España | U. E. Sant Andreu | España | 2010 |